# Zahar
Zahar es un despoblado que actualmente forma parte del municipio de Condado de Treviño, en la provincia de Burgos, Castilla y León (España).

## Toponimia
A lo largo de los siglos ha sido conocido con los nombres de Çahar y Zahara.

## Historia
Documentado desde el siglo XIII, estaba situado en las cercanías de la localidad de San Martín Zar.